# Hauraniinae
Hauraniinae es una subfamilia de foraminíferos bentónicos de la familia Hauraniidae, de la superfamilia Pfenderinoidea, del suborden Orbitolinina y del orden Loftusiida. Su rango cronoestratigráfico abarca el Jurásico.

## Discusión
Clasificaciones previas asignaban los géneros de Hauraniinae a las superfamilias Loftusioidea y Orbitolinoidea, y los incluían en el Suborden Textulariina del orden Textulariida o en el orden Lituolida.

## Clasificación
Hauraniinae incluye a los siguientes géneros:
- Cymbriaella †
- Gutnicella †
- Haurania †
- Meyendorffina †
- Platyhaurania †
- Socotraina †
- Timidonella †

Otro género considerado en Hauraniinae es:
- Lucasella †, considerado subgénero de Meyendorffina, es decir, Meyendorffina (Lucasella), y aceptado como Gutnicella